# Fondazione EBRI
La Fondazione EBRI (acronimo di European Brain Research Institute) o semplicemente EBRI, è un istituto di ricerca scientifica sulle funzionalità del cervello, con sede a Roma.

## Storia

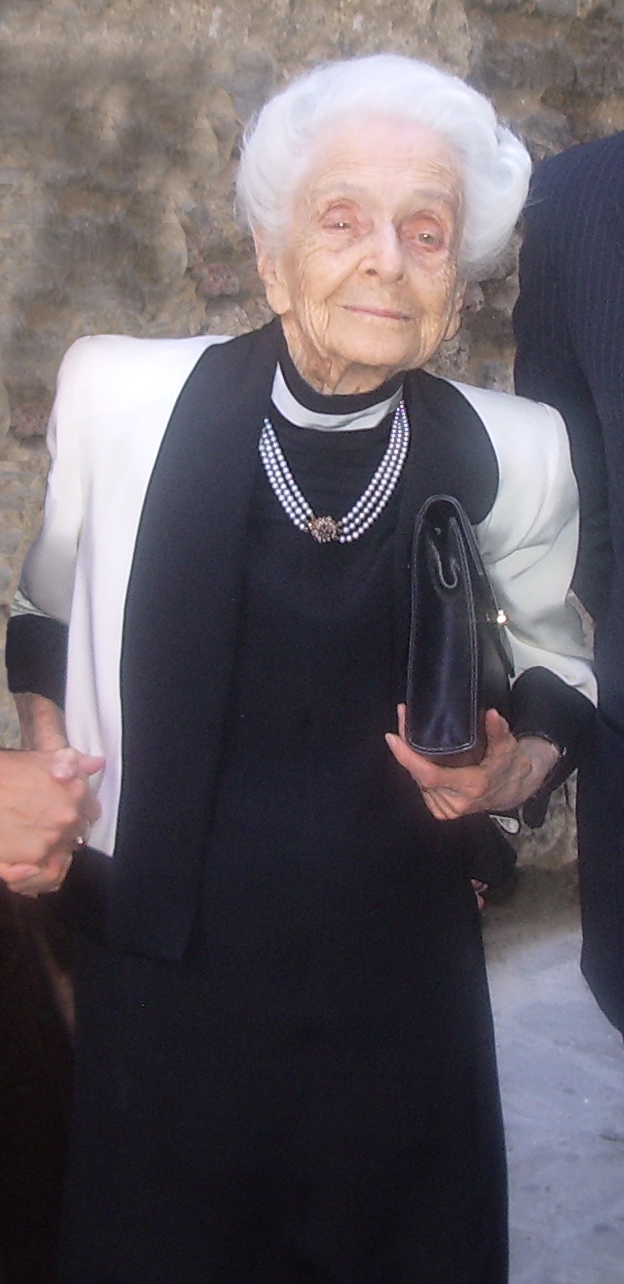
Rita Levi-Montalcini nel 2007

L'istituto EBRI, fondato dalla senatrice Rita Levi-Montalcini, nasce da una proposta fatta dalla stessa alla conferenza di Confindustria a Cernobbio nel 2001. Nel 2005, dopo aver selezionato dei giovani ricercatori provenienti da tutto il mondo, l'EBRI inizia la propria attività, presso la sede di Roma.
Il 4 settembre 2009, il ministro per la ricerca Gelmini decide di avviare le pratiche per stanziare la somma di 485.000 euro per finanziare l'istituto che versava in gravi difficoltà economiche. In tale frangente, il ministro ha dichiarato come l'attività svolta dall'EBRI, essendo d'eccellenza, debba essere tutelata.
La Fondazione Santa Lucia, che ospita nei suoi stabili l'istituto, in condizioni di ristrettezze finanziarie, taglia le linee telefoniche all'istituto nel giugno 2009 e annuncia il 22 luglio 2010 la richiesta di lasciare i locali entro il 30 settembre, preannunciando il taglio della corrente elettrica. Dopo una breve vicenda giudiziaria, il 13 ottobre 2009 il Tribunale Civile di Roma accoglie il ricorso presentato dall'istituto, scongiurandone così la chiusura.
Pochi mesi dopo, la senatrice Levi-Montalcini chiede il commissariamento dell'istituto da lei presieduto, suscitando stupore e critiche da parte della comunità scientifica internazionale e suscitando inoltre la richiesta di dimissioni dal consiglio di amministrazione (composto, tra l'altro, da tre premi Nobel), il 10 febbraio 2010.
L'istituto, dal Febbraio 2010, è sotto la guida del commissario Prof. Giuseppe Nisticò e del Direttore Scientifico Prof. Gerry Melino.

## Scopo
L'EBRI ha come scopo quello di studiare il funzionamento del cervello in tutti i suoi aspetti. In particolare riuscire a capire le funzioni cognitive e comportamentali di tale organo, sia in funzioni normali, sia qualora lo stesso venga colpito da una qualsiasi patologia.

## Finanziamenti
Tale istituto, senza fini di lucro, è finanziato grazie a sovvenzioni che provengono dallo Stato Italiano, dall'Unione europea, oltre che da donazioni private fatte da altre fondazioni o da comuni cittadini.